# Titus Vollmer
Titus Vollmer (* 1969 in Göttingen) ist ein deutscher Musiker und Filmkomponist. 

## Leben und Wirken
Titus Vollmer legte 1988 sein Abitur in München ab. Nach dem anschließenden Zivildienst war er von 1990 bis 1997  als Tournee- und Studiogitarrist sowie als Arrangeur und Komponist tätig. Von 1997 bis 2000 studierte er Filmkomposition am Berklee College of Music in Boston. 
Seit 2000 ist er als Filmmusikkomponist tätig. Darüber hinaus arbeitete er weiter als Gitarrist und Arrangeur. Als Tournee- und Livemusiker begleitete er unter anderem Mario Adorf, Bill Ramsey, Johnny Logan, Patrick Nuo, Willy Astor, Claudia Koreck und Christian Willisohn. Als Musiker war er an Einspielungen für CDs und die Filme Es ist ein Elch entsprungen (Komponist Ralf Wengenmayr) und Herr Bello (Komponist Konstantin Wecker) beteiligt. Für die Münchner Symphoniker arrangierte er ab 2006 die Musik für Shows in der Philharmonie und im Prinzregententheater München, unter anderem für die ab 2006 in der Philharmonie München aufgeführte Show Winterzauber. 2007 komponierte er gemeinsam mit Hannes Ringlstetter und Oscar Kraus die Musik für das Musical Auerbach und hatte bei der Produktion für das Münchener Lustspielhaus die musikalische Leitung inne. Im Lustspielhaus hatte er in den Jahren 2007 bis 2009 die musikalische Leitung des Musicals Der Watzmann ruft inne. 

## Filmografie
- 1996: Ol’ Man River – Regie: Christian Bauer
- 2001–2011: Ein Fall für Zwei (Fernsehserie, 16 Folgen)
- 2001: Missing Allen – Wo ist Allen Ross? – Regie: Christian Bauer
- 2001: Ein Traum von Amerika (Fernsehfilm) – Regie: Christoph Corves
- 2002: Wildenranna – Ein Dorf in Niederbayern (Fernsehfilm) – Regie: Alice Agneskirchner
- 2003: München Halbmondviertel – Regie: Julia Furch, Matti Bauer
- 2004: Hengstparade (Fernsehfilm) – Regie: Michael Kreindl
- 2006: Einmal Dieb, immer Dieb (Fernsehfilm) – Regie: Michael Kreindl
- 2006–2007: Lotta in Love (Fernsehserie, 90 Folgen)
- 2007: 2 Days in Paris – Regie: Julie Delpy
- 2008: Plötzlich Onkel – Regie: Michael Kreindl
- 2009: Koyamas Menü – Zu Gast bei Japans Spitzenkoch – Regie: Fabian Feiner
- 2009–2013: Mordkommission Istanbul (Fernsehserie, 7 Folgen)
- 2011: Toni Costa – Kommissar auf Ibiza: Der rote Regen – Regie: Michael Kreindl
- 2012: Kennen Sie Ihren Liebhaber? (Fernsehfilm) – Regie: Michael Kreindl
- ab 2012: Der Alte (Fernsehserie)
- 2013: Bella und der Feigenbaum (Fernsehfilm) – Regie: Michael Kreindl
- 2013: Wendepunkte (Dokumentarfilm) – Regie: Christoph Corves
- 2015: Happy Welcome (Dokumentarfilm) – Regie: Walter Steffen
- ab 2015: Lena Lorenz (Fernsehserie)
- ab 2016: Der Kroatien-Krimi (Fernsehreihe)
- 2017: Fahr ma obi am Wasser (Dokumentarfilm) – Regie: Walter Steffen